# Josep Maria Cornet i Mas
Josep Maria Cornet i Mas (Barcelona, 1839 - 1916) fou un empresari, enginyer i polític català, oncle de Gaietà Cornet i Palau.

## Biografia
Fill de Magí Cornet i Serrahíma fabricant de Manresa (+1879) i de Francesca Mas. Titulat en enginyeria per l'Escola d'Enginyers Industrials de Barcelona el 1868, el 1871-1872 va projectar amb Nicolau Tous i Mirapeix els ponts de metall per al ferrocarril de Barcelona a Sant Joan de les Abadesses. El 1874-1876 va fer els projectes del mercat del Born amb Josep Fontserè i Mestre, i el 1879-1882 el del mercat de Sant Antoni amb Antoni Rovira i Trias. El 1876 també inventà una màquina per a mercat les dents de les rodes còniques d'engranatge. Finalment, des de 1880 fins a la seva mort, va dirigir La Maquinista Terrestre i Marítima, i que després dirigia el seu fill Josep Maria Cornet i Enrich. El 1908 també fou gerent de La Constructora Naval Española.
Alhora fou president de l'Associació d'Enginyers Industrials de Barcelona de 1883 a 1884, president del Foment del Treball Nacional (1887-1888) i militant del Partit Conservador, amb el que fou elegit diputat pel districte de Manresa a les eleccions generals espanyoles de 1891 i pel de Sant Feliu de Llobregat a les eleccions generals espanyoles de 1896. En la seva tasca parlamentària destacà la defensa de mesures proteccionistes. Va participar com a vocal en el comitè de Catalunya i Balears del Pavelló espanyol de l'Exposició Universal de París del 1889, motiu pel qual el 1890 fou nomenat membre d'honor de la Société des Ingénieurs Civils de France. El 1904 fou nomenat membre de la Reial Acadèmia de Ciències i Arts de Barcelona i el 1913 fou un dels organitzadors del Congrés Nacional de Metal·lúrgics. També fou membre de la Junta d'Obres del Port de Barcelona.

## Reconeixement
A Cornet i Mas li fou dedicat un carrer per acord municipal després d'haver aconseguit que el llavors municipi de Sarrià no fos inclòs en el Reial decret d'agregació a Barcelona de 1897.